# Santa Rosa Esporte Clube
Il Santa Rosa Esporte Clube, noto anche semplicemente come Santa Rosa, è una società calcistica brasiliana con sede a Icoaraci, un distretto della città di Belém, capitale dello stato del Pará.

## Storia
Il club è stato fondato il 6 gennaio 1924. Ha partecipato al Campeonato Brasileiro Série C nel 1997, dove è stato eliminato alla terza fase.